# Грабовац (Челинац)
Грабовац је насељено мјесто у општини Челинац, Република Српска, БиХ. Према прелиминарним подацима пописа становништва 2013. године, у насељу је живјело 568 становника.

## Становништво
| Демографија | Демографија | Демографија |
| Година      | Становника  | Становника  |
| ----------- | ----------- | ----------- |
| 1971.       | 532         |             |
| 1981.       | 592         |             |
| 1991.       | 648         |             |
| 2013.       | 568         |             |

### Презимена
- Радујковић[2]
- Tривић